# George E. Cryer

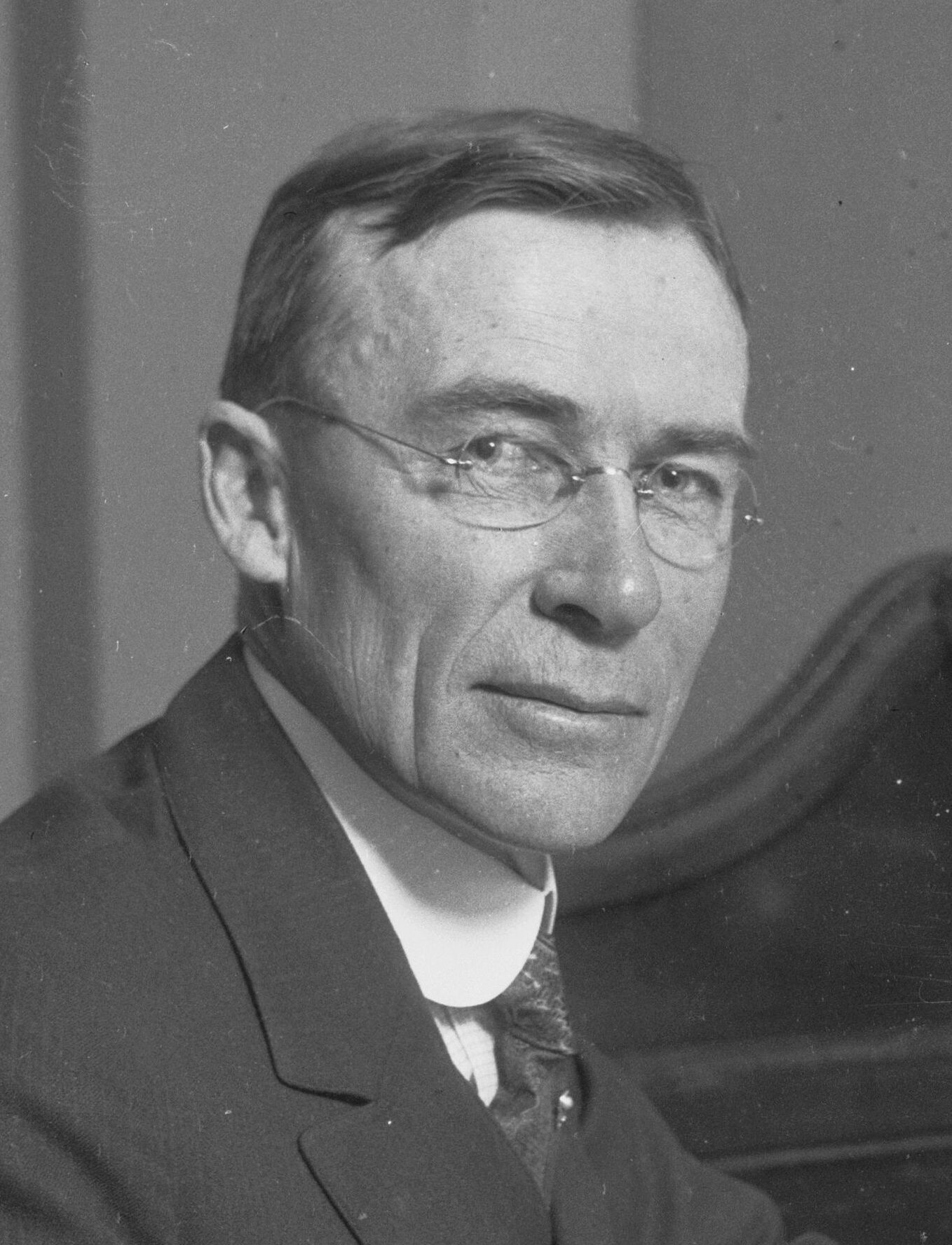
George E. Cryer (1920er Jahre)

George Edward Cryer (* 13. Mai 1875 in Waterloo, Douglas County, Nebraska; † 24. Mai 1961 in Los Angeles, Kalifornien) war ein US-amerikanischer Politiker. Zwischen 1921 und 1929 war er Bürgermeister der Stadt Los Angeles.

## Werdegang
Im Jahr 1885 kam George Cryer mit seinen Eltern nach Südkalifornien. Er besuchte die öffentlichen Schulen in Redlands und Pasadena. Danach absolvierte er die Los Angeles High School. Während des Spanisch-Amerikanischen Krieges von 1898 war er Soldat einer aus Freiwilligen bestehenden Einheit aus Kalifornien. Nach einem anschließenden Jurastudium an der University of Michigan und seiner Zulassung als Rechtsanwalt begann er ab 1903 in Los Angeles in diesem Beruf zu arbeiten. Während des Studiums war er Mitherausgeber der juristischen Fachzeitschrift Michigan Law Review. Zwischen 1910 und 1912 war Cryer stellvertretender Bundesstaatsanwalt und danach bis 1913 juristischer Vertreter der Stadt Los Angeles. Von 1915 bis 1919 war er stellvertretender Bezirksstaatsanwalt im Los Angeles County. Dabei machte er sich einen Namen, indem er prominente Korruptionsanklagen vor Gericht führte.
Politisch schloss sich Cryer der Republikanischen Partei an. 1921 wurde er zum Bürgermeister von Los Angeles gewählt. Dieses Amt bekleidete er nach drei Wiederwahlen – zuletzt 1925 gegen Benjamin Franklin Bledsoe – zwischen dem 1. Juli 1921 und dem 1. Juli 1929. In dieser Zeit erlebte Los Angeles einen enormen Aufschwung. Damals überschritt die Einwohnerzahl die Millionengrenze. Die Filmindustrie boomte. Das Rathaus, das bis heute in Betrieb ist, wurde ebenso erbaut wie eine Stadtbücherei. Auch die Bauten für die 1932 geplanten Olympischen Spiele wurden in Angriff genommen. Cryer hatte sich für die Vergabe der Spiele an Los Angeles eingesetzt. Dieses enorme Wachstum der Stadt erforderte die Anpassung der Infrastruktur. Das betraf unter anderem den Ausbau des Straßennetzes und der Wasserversorgung sowie des Abwassersystems. Ebenfalls seit dieser Zeit gab es Luftpost sowie reguläre Flugverbindungen zwischen Kalifornien und New York City.
Cryers Amtszeit hatte auch Schattenseiten. Es wurde ihm vorgeworfen, zu eng mit dem als politischen Boss von Los Angeles bekannten Kent Kane Parrot zusammenzuarbeiten. Es gab sogar Stimmen, die sagten, Cryer sei eine Spielfigur des korrupten Parrot, der der eigentliche Bürgermeister wäre. Dabei wurde Parrot mit William Tweed verglichen, dem berüchtigten Leiter von Tammany Hall Anfang der 1870er Jahre in New York. Im Jahr 1929 wurde der Druck auf Cryer wegen seiner politischen Verbindung zu Parrot so groß, dass er auf eine weitere Kandidatur verzichtete. Zwischen 1929 und 1931 war er in einen Verleumdungsprozess mit dem Geistlichen Robert P. Shuler verwickelt. Dieser hatte den Bürgermeister in seinen Radiopredigten unter anderem als Ausbeuter bezeichnet. Cryer klagte erfolglos gegen Shuler.
Nach dem Ende seiner Zeit als Bürgermeister praktizierte George Cryer wieder als Anwalt. Im Jahr 1933 bewarb er sich erfolglos um die Rückkehr in das Amt des Bürgermeisters. Zwischenzeitlich wurde er Präsident der Mutual Oil Company. Er starb am 24. Mai 1961 in Los Angeles.